# Józef Władysław Jakubowski
Józef Władysław Jakubowski (ur. 22 stycznia 1901 w Jasieniu k. Brzeska, zm. 16-19 kwietnia 1940 w Katyniu) – polski nauczyciel, historyk, publicysta, oficer rezerwy, doktor filozofii, działacz oświatowy i krajoznawczy, ofiara zbrodni katyńskiej.

## Życiorys
Urodził się w rodzinie Jana i Katarzyny z Bielów. Ukończył szkołę powszechną, następnie uczęszczał do gimnazjum w Brzesku.
W 1918 jako ochotnik wstąpił do wojska, w 1920 brał udział w wojnie polsko-bolszewickiej jako żołnierz 16 pułku piechoty. Po kursie podoficerów urlopowany w stopniu kaprala. 13 stycznia 1927 Prezydent RP mianował go podporucznikiem ze starszeństwem z 1 lipca 1925 i 616. lokatą w korpusie oficerów rezerwy piechoty. W 1934, jako oficer rezerwy pozostawał w ewidencji Powiatowej Komendy Uzupełnień Królewska Huta. Posiadał przydział w rezerwie do 75 pułku piechoty w Chorzowie.
Po maturze w 1921 podjął studia historyczne na Wydziale Filozoficznym Uniwersytetu Jagiellońskiego w Krakowie.
We wrześniu 1925 podjął pracę jako nauczyciel historii w Państwowym Gimnazjum Klasycznym w Królewskiej Hucie (obecnie Chorzów). W maju 1928 uzyskał dyplom doktora filozofii, po obronie pracy doktorskiej „Bona a Zygmunt August w latach 1548–1557". W grudniu 1929 mianowany nauczycielem stałym, w listopadzie 1932 profesorem gimnazjum.
Bardzo lubiany przez młodzież. W marcu 1930 założyciel gimnazjalnego koła krajoznawczego, inspirator powstania biblioteki. Organizator wycieczek krajoznawczych, wymiany młodzieżowej z innymi szkołami, przedstawień teatralnych i wieczorków tanecznych. W 1933 uzyskał uprawnienia do nauczania, oprócz historii, także geografii i geologii.
Wykładowca historii i geografii na kursach maturalnych Towarzystwa Nauczycieli Szkół Średnich i Wyższych w Królewskiej Hucie (obecnie Chorzów). Prelegent Uniwersytetu Powszechnego oraz Towarzystwa Czytelni Ludowych. Autor publikacji historycznych, geograficznych, krajoznawczych, m.in. w „Młodym Krajoznawcy Śląskim” oraz „Zaraniu Śląskim”. Autor audycji w Polskim Radiu o historii i kulturze Górnego Śląska.
Od maja 1934 przewodniczący utworzonego Zrzeszenia Szkolnych Kół Krajoznawczych Śląskich w Katowicach. Redaktor wydawanego przez Zrzeszenie „Młodego Krajoznawcy Śląskiego”, którego pierwszy numer miał podtytuł „Pisemko Koła Krajoznawczego Gimnazjum Klasycznego w Królewskiej Hucie”. Pismo wydawane było do czerwca 1938 roku, wydano 40 numerów, zaniechano jego wydawania po przeniesieniu Jakubowskiego do Orłowa, gdzie został zastępcą dyrektora Gimnazjum Polskiego.
Po zajęciu Zaolzia przez Polskę, od listopada 1938 dyrektor Gimnazjum im. Adama Asnyka w Nowym Boguminie.
W czasie kampanii wrześniowej 1939 dostał się do sowieckiej niewoli. Przebywał w obozie w Kozielsku. Między 15 a 17 kwietnia przekazany do dyspozycji naczelnika Obwodowego Zarządu NKWD w Smoleńsku (lista nr 029/3 z 13 kwietnia 1940). Zamordowany między 16 a 19 kwietnia 1940 w Lesie Katyńskim, zidentyfikowany pod nr 3254. Wraz z nim zamordowano m.in. jego znajomego Jana Matejczyka, sędziego grodzkiego z Królewskiej Huty.
5 października 2007 minister obrony narodowej Aleksander Szczygło mianował go pośmiertnie na stopień porucznika. Awans został ogłoszony 9 listopada 2007, w Warszawie, w trakcie uroczystości „Katyń Pamiętamy – Uczcijmy Pamięć Bohaterów”.

## Życie prywatne
Od 1933 żonaty z Małgorzatą Nowarą, córką właściciela firmy budowlanej w Królewskiej Hucie. Ich córka Danuta ukończyła orientalistykę na Uniwersytecie Jagiellońskim. Jedną z jego wnuczek jest Katarzyna Szymańska-Borginon, dziennikarka i brukselska korespondentka radia RMF FM.